# Erik Zabel
Erik Zabel (Berlino Est, 7 luglio 1970) è un ex ciclista su strada, pistard e dirigente sportivo tedesco.
Velocista, professionista dal 1993 al 2008, fu medaglia d'argento mondiale su strada nel 2004 e nel 2006 e di bronzo nel 2002. Si aggiudicò la classifica a punti al Tour de France per sei volte consecutive, dal 1996 al 2001, e la classifica a punti alla Vuelta a España nel 2002, nel 2003 e nel 2004. Vincitore di più di duecento corse in carriera, fece inoltre sue per quattro volte la Milano-Sanremo e per tre volte la Parigi-Tours (conquistò in totale otto prove di Coppa del mondo, e la classifica di Coppa nel 2000). Fu infine numero uno del ranking mondiale dell'UCI a fine 2001 e fine 2002.
È padre di Rick Zabel, anch'egli ciclista professionista.

## Carriera

### Gli esordi e le prime vittorie al Tour de France
Erik Zabel crebbe nella parte orientale di Berlino. Gareggiò da dilettante dal 1989 al 1992, cogliendo buoni risultati. Nell'ottobre 1992 passò professionista in seguito all'ingaggio da parte del Team Telekom, sodalizio tedesco diretto da Walter Godefroot e Frans Van Looy. Con questa maglia si affermò presto come velocista, e negli anni seguenti colse, sempre con la stessa formazione (divenuta anche Deutsche Telekom e T-Mobile) numerosissimi successi.
Dopo un 1993 caratterizzato da pochi successi e in gare minori, nel 1994 Zabel si aggiudicò quattro tappe al Tour de l'Avenir e la Parigi-Tours, classica d'autunno valida per la Coppa del mondo. Nel 1995 cominciò quindi a vincere in volata con maggiore regolarità, facendo sue tra le altre una frazione alla Tirreno-Adriatico, due al Tour de Suisse e due al Tour de France. Nel 1996 ottenne la prima di sei vittorie consecutive nella classifica a punti al Tour de France, oltre a due tappe nella stessa Grande Boucle; in stagione vinse anche tre frazioni alla Setmana Catalana.

### 1997-2001: le maglie verdi al Tour e i successi alla Sanremo

Zabel vincitore della Milano-Sanremo 2001. Il tedesco indossava la maglia di leader della classifica di Coppa del Mondo in quanto campione uscente della precedente edizione.

Nella primavera del 1997 colse numerosi successi in corse spagnole, aggiudicandosi poi in volata la Milano-Sanremo, davanti ad Alberto Elli – fu il primo di quattro successi in cinque anni nella "Classicissima" di primavera. Nel prosieguo di annata vinse anche una tappa al Tour de Suisse e tre al Tour de France, con annessa maglia verde della classifica a punti. Nel 1998, dopo aver fatto sue tre frazioni alla Tirreno-Adriatico, fece il bis, sempre allo sprint, alla Milano-Sanremo. Laureatosi campione nazionale in linea, vinse per la terza volta la maglia verde al Tour de France, pur non riuscendo ad aggiudicarsi nessuna tappa (fu per tre volte secondo, alle spalle di Tom Steels, due volte, e Mario Cipollini). L'anno dopo dovette accontentarsi del secondo posto alla Milano-Sanremo, anticipato dallo scatto di Andrei Tchmil a 800 metri dal traguardo. In stagione vinse comunque la Rund um den Henninger-Turm, due tappe alla Volta Ciclista a Catalunya e ancora la maglia verde al Tour de France, ancora una volta senza vittorie di tappa, ma con quattro secondi posti, alle spalle di Steels, Cipollini (due volte) e Robbie McEwen.
Nella primavera del 2000, dopo aver ottenuto vittorie e piazzamenti nelle gare spagnole di inizio stagione, tornò al successo alla Milano-Sanremo battendo allo sprint Fabio Baldato e il campione del mondo Óscar Freire. A seguire concluse quarto al Giro delle Fiandre, terzo alla Parigi-Roubaix, e vinse l'Amstel Gold Race. Grazie a questi piazzamenti, oltre al quarto posto nella HEW Cyclassics di agosto, a fine stagione si aggiudicò la classifica generale di Coppa del mondo. Conquistò inoltre ancora la maglia verde al Tour de France, con un successo parziale nella penultima tappa. Nella stagione seguente, dopo i consueti trionfi primaverili in terra spagnola, fece poker alla Milano-Sanremo, superando in volata lo storico rivale Mario Cipollini. Dopo i quattro successi al Giro di Baviera, i tre al Deutschland Tour e i due al Tour de Suisse, al Tour de France vinse tre frazioni e superò l'australiano Stuart O'Grady nella classifica a punti per soli quattro punti, facendo sua la maglia verde per la sesta e ultima volta. In chiusura di annata si aggiudicò anche la HEW Cyclassics e tre tappe alla Vuelta a España, risultando il ciclista in testa alla classifica individuale UCI di fine anno.

### 2002-2008: le stagioni seguenti
Nel 2002 ottenne vittorie di tappa in numerose gare brevi – spiccano i quattro trionfi al Deutschland Tour e i due al Tour de Suisse. Al Tour de France, pur vincendo una tappa, dovette invece accontentarsi del secondo posto nella classifica a punti, alle spalle di Robbie McEwen; si rifece alla Vuelta a España, con quattro secondi posti e il successo nella graduatoria a punti. In chiusura di annata fu terzo alla Parigi-Tours e nella prova in linea dei campionati del mondo di Zolder, vinta da Mario Cipollini; tali risultati gli consentirono di consolidare anche a fine 2002 il primato nella classifica individuale UCI.
Dal 2003 arrivò sempre tra i primi tre nella classifica a punti del Tour de France, vinta da Baden Cooke nel 2003 e da Robbie McEwen nel 2004. Continuò a ottenere discreti risultati nella classifica a punti nonostante l'età ormai avanzata, arrivando secondo nella classifica a punti del Tour de France 2006 e terzo nelle edizioni 2007 e nel 2008. Nel 2004 partecipò alla Milano-Sanremo dopo aver già vinto quattro volte la corsa negli anni precedenti. Partì da favorito ma sul traguardo esultò convinto del successo e smise di pedalare negli ultimi cinquanta metri, sufficienti allo spagnolo Óscar Freire per superarlo e batterlo. Nello stesso anno, dopo nove corse vinte e diciotto secondi posti, venne convocato per i campionati del mondo di Verona, ma ancora una volta fu Freire a batterlo in volata.

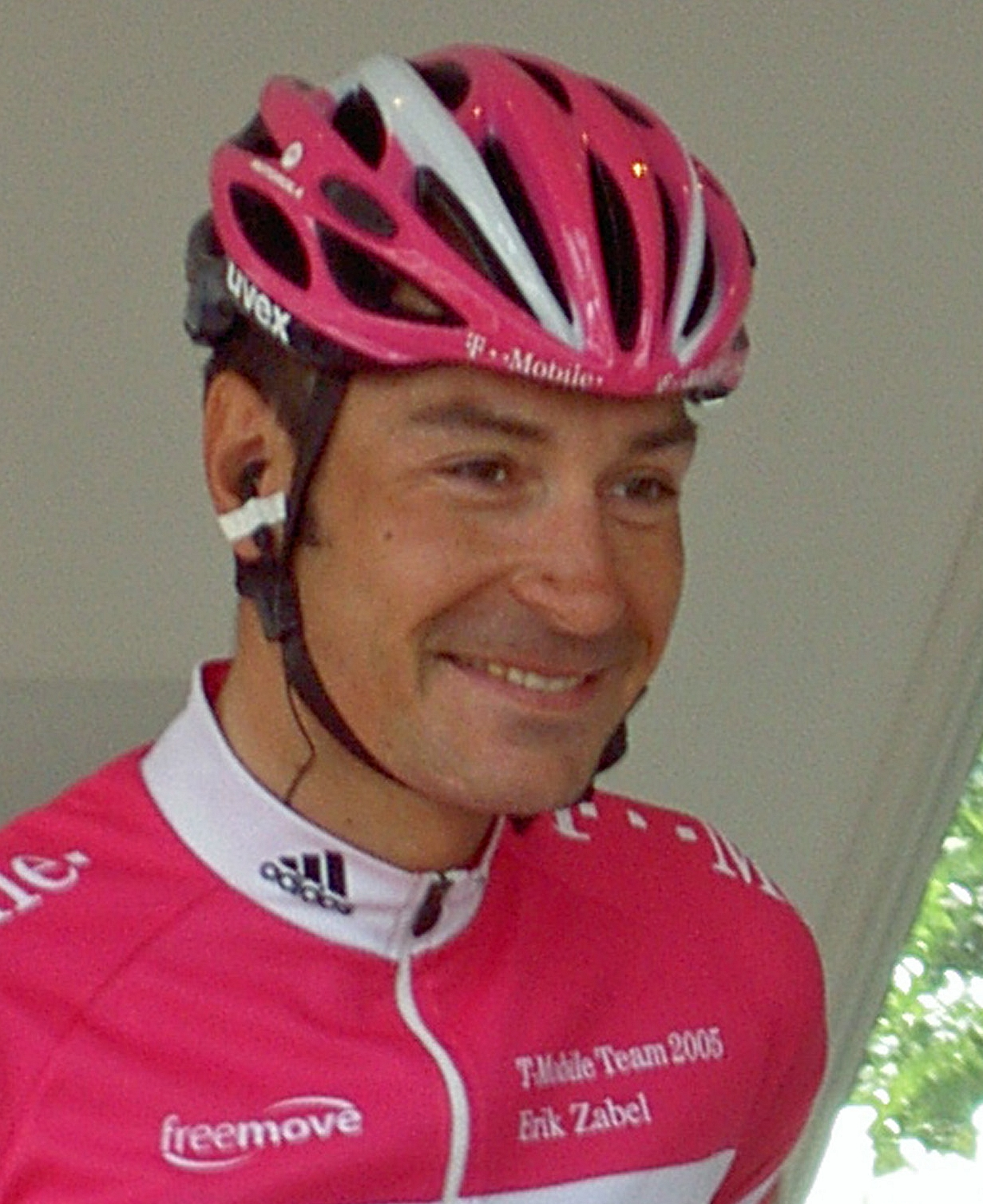
Erik Zabel nel 2005

Nel 2005 la T-Mobile non lo iscrisse al Tour de France, scegliendo di puntare alla classifica generale con Aleksandr Vinokurov e Jan Ullrich, senza pensare alle vittorie di tappa. L'anno dopo Zabel lasciò la squadra tedesca e si accasò alla Milram insieme all'ex rivale Alessandro Petacchi. Alla Vuelta, complice anche la forma non ottimale del velocista spezzino, Zabel poté giocarsi le sue carte e riuscì a vincere la quarta frazione con arrivo a Cáceres e l'ultima a Madrid. Disputò poi i Campionati del mondo a Salisburgo, ma qui fu superato negli ultimi metri da Paolo Bettini e dovette ancora una volta accontentarsi del secondo posto.
Il 24 maggio 2007 confessò in conferenza stampa di aver fatto uso di EPO durante la prima settimana del Tour de France 1996, smettendo subito a causa degli effetti collaterali avvertiti. Negli ultimi anni, persa buona parte della rapidità nello sprint a causa dell'età, collezionò numerosi piazzamenti, per concludere la carriera alla Parigi-Tours, il 12 ottobre 2008, classificandosi settimo.
È stato anche un corridore su pista riuscendo a vincere molte sei giorni: in sei occasioni quella di Dortmund, in quattro quella di Monaco di Baviera.

## Dopo il ritiro
Dopo il ritiro è stato direttore sportivo al Team Katusha nelle stagioni 2012, 2013 e 2019.
Il 29 luglio 2013, in un'intervista pubblicata sulla Süddeutsche Zeitung, Zabel smentì la dichiarazione del 2007, ammettendo di essersi dopato continuativamente dal 1996 al 2003, ricorrendo a EPO, cortisone e trasfusioni di sangue, e di aver mentito per poter proseguire la carriera professionistica.

## Palmarès

### Strada
- 1990 (RC Olympia Dortmund dilettanti)

Campionati tedeschi orientali, prova in linea dilettanti
- 1991 (RC Olympia Dortmund dilettanti)

Campionati di Renania Settentrionale-Vestfalia, prova in linea
- 1992 (Union Fröndenberg dilettanti)

5ª tappa Regio-Tour
1ª tappa Corsa della Pace
10ª tappa Corsa della Pace (Trutnov > Mladá Boleslav)
tappa Ost-Westfalen Rundfahrt
tappa Ost-Westfalen Rundfahrt
Classifica generale Ost-Westfalen Rundfahrt
9 ª tappa Rheinland-Pfalz-Rundfahrt
- 1993 (Telekom-Merckx, due vittorie)

1ª tappa Tirreno-Adriatico (Ostia > Fiuggi)
Berner Rundfahrt
- 1994 (Telekom-Merckx, nove vittorie)

Classic Haribo
2ª tappa Vuelta a Aragón (Monreal del Campo > Calatayud)
3ª tappa Vuelta a Aragón (Calatayud > Huesca)
5ª tappa Vuelta a Aragón (Binéfar > Barbastro)
2ª tappa Tour de l'Avenir (Saint-Évarzec > Caudan)
5ª tappa Tour de l'Avenir (Plérin > Mauron)
7ª tappa Tour de l'Avenir (Le Mont-Saint-Michel > Alençon)
8ª tappa Tour de l'Avenir (Alençon > Bonchamp-lès-Laval)
Parigi-Tours
- 1995 (Team Deutsche Telekom-Merckx-Audi, otto vittorie)

1ª tappa Tirreno-Adriatico (San Giuseppe Vesuviano > Pompei)
2ª tappa Vuelta a Aragón
1ª tappa Quatre Jours de Dunkerque (Dunkerque > Grande-Synthe)
7ª tappa Quatre Jours de Dunkerque (Bray-Dunes > Dunkerque)
3ª tappa Tour de Suisse (Visp > Ginevra)
4ª tappa Tour de Suisse (Ginevra > Lenzburg)
6ª tappa Tour de France (Dunkerque > Charleroi)
17ª tappa Tour de France (Pau > Bordeaux)
- 1996 (Team Deutsche Telekom, undici vittorie)

3ª tappa Vuelta a Andalucía (Malaga > Malaga)
1ª tappa Setmana Catalana (Lloret de Mar > Lloret de Mar)
2ª tappa Setmana Catalana (Lloret de Mar > Cornellà de Llobregat)
4ª tappa Setmana Catalana (Llívia > Vic)
2ª tappa Quatre Jours de Dunkerque (Arras > Saint-Pol-sur-Ternoise)
Rund um Köln
2ª tappa Tour de Luxembourg (Dudelange > Bertrange)
3ª tappa Tour de France (Torino > Gap)
10ª tappa Tour de France (Wasquehal > Nogent-sur-Oise)
2ª tappa Ronde van Nederland (Zevenaar > Venray)
Langenhagen Hannover-Berlin
- 1997 (Team Deutsche Telekom, diciassette vittorie)

1ª prova Challenge de Mallorca (Trofeo Mallorca)
1ª tappa Vuelta a Andalucía (Siviglia > Siviglia)
Classifica generale Vuelta a Andalucía
Trofeo Luis Puig
3ª tappa Volta a la Comunitat Valenciana (Calp > Alcàsser)
Milano-Sanremo
Grote Scheldeprijs
2ª tappa Bayern Rundfahrt (Beilngries > Gunzenhausen)
4ª tappa Bayern Rundfahrt (Auerbach > Regen)
1ª tappa Tour de Luxembourg (Lussemburgo > Dippach)
1ª tappa Tour de Suisse (Romanshorn > Basilea)
3ª tappa Tour de France (Vire > Plumelec)
7ª tappa Tour de France (Marennes > Bordeaux)
8ª tappa Tour de France (Sauternes > Pau)
5ª tappa Giro dei Paesi Bassi (Almelo > Venray)
Rund um Berlin
Langenhagen Hannover-Berlin
- 1998 (Team Deutsche Telekom, quattordici vittorie)

1ª prova Challenge de Mallorca (Trofeo Mallorca)
1ª tappa Volta a la Comunitat Valenciana (Calp > Calp)
2ª tappa Tirreno-Adriatico (Sorrento > Baia Domizia)
7ª tappa Tirreno-Adriatico (Civitanova Marche > Civitanova Marche)
8ª tappa Tirreno-Adriatico (San Benedetto del Tronto > San Benedetto del Tronto)
Milano-Sanremo
4ª tappa Vuelta a Aragón (Teruel > Calatayud)
5ª tappa Vuelta a Aragón (Calatayud > Saragozza)
Delta Profronde
1ª tappa Bayern Rundfahrt (Lohr am Main > Staffelstein)
4ª tappa Bayern Rundfahrt (Roding > Burghausen)
4ª tappa Tour de Luxembourg (Leudelange > Bettembourg)
4ª tappa Route du Sud (Montauban > Castres)
Campionati tedeschi, prova in linea
- 1999 (Team Deutsche Telekom, undici vittorie)

2ª tappa Tour Down Under (Norwood > Strathalbyn)
4ª tappa Tour Down Under (Port Adelaide > Gawler)
2ª tappa Volta a la Comunitat Valenciana (Vila-real > Port de Sagunt)
1ª tappa Vuelta a Aragón (Jaca > Barbastro)
Rund um den Henninger-Turm
2ª tappa Bayern Rundfahrt (Mainburg > Zwiesel)
4ª tappa Bayern Rundfahrt (Pfarrkirchen > Dachau)
6ª tappa, 1ª semitappa Deutschland Tour (Coblenza > Bensheim)
4ª tappa Volta Ciclista a Catalunya (Badalona > Badalona)
5ª tappa Volta Ciclista a Catalunya (El Masnou > Banyoles)
Sparkassen Giro Bochum
- 2000 (Team Deutsche Telekom, diciassette vittorie)

5ª tappa Tour Down Under (Gawler > Tanunda)
1ª tappa Vuelta a Andalucía (Cordova > Cordova)
Trofeo Luis Puig
4ª tappa Volta a la Comunitat Valenciana (xàtiva > Castellón de la Plana)
4ª tappa Tirreno-Adriatico (Isernia > Luco dei Marsi)
Milano-Sanremo
3ª tappa Setmana Catalana (Castelló d'Empúries > Vic)
4ª tappa Setmana Catalana (Vic > Cerdanyola del Vallès)
Amstel Gold Race
3ª tappa Bayern Rundfahrt (Burghausen > Roding)
2ª tappa Deutschland Tour (Wiesbaden > Pforzheim)
5ª tappa Deutschland Tour (Stoccarda > Ansbach)
8ª tappa Deutschland Tour (Potsdam > Berlino)
2ª tappa Volta Ciclista a Catalunya (Vila-seca > Vilanova i la Geltrú)
3ª tappa Volta Ciclista a Catalunya (Vilanova i la Geltrú > Badalona)
19ª tappa Tour de France (Belfort > Troyes)
3ª tappa, 1ª semitappa Rheinland-Pfalz-Rundfahrt
- 2001 (Team Deutsche Telekom, ventidue vittorie)

1ª prova Challenge de Mallorca (Trofeo Mallorca)
4ª prova Challenge de Mallorca (Trofeo Manacor)
2ª tappa Vuelta a Andalucía (Luque > Jaén)
Trofeo Luis Puig
2ª tappa Volta a la Comunitat Valenciana (Sagunto > Dénia)
Milano-Sanremo
3ª tappa Bayern Rundfahrt (Pfarrkirchen > Erding)
4ª tappa Bayern Rundfahrt (Erding > Aichach)
5ª tappa Bayern Rundfahrt (Aichach > Ansbach)
6ª tappa Bayern Rundfahrt (Ansbach > Forchheim)
2ª tappa Deutschland Tour (Goslar > Erfurt)
3ª tappa Deutschland Tour (Erfurt > Bad Neustadt a.d.Saale)
8ª tappa Deutschland Tour (Freudenstadt > Stoccarda)
2ª tappa Tour de Suisse (Rust > Basilea)
9ª tappa Tour de Suisse (Sion > Losanna)
1ª tappa Tour de France (Saint-Omer > Boulogne-sur-Mer)
3ª tappa Tour de France (Anversa > Seraing)
19ª tappa Tour de France (Orléans > Évry)
Classica di Amburgo
2ª tappa Vuelta a España (Salamanca > Valladolid)
3ª tappa Vuelta a España (Valladolid > León)
4ª tappa Vuelta a España (León > Gijón)
- 2002 (Team Telekom, sedici vittorie)

1ª tappa Tirreno-Adriatico (Massa Lubrense > Sorrento)
1ª tappa Setmana Catalana (Lloret de Mar > Lloret de Mar)
2ª tappa, 1ª semitappa Setmana Catalana (Lloret de Mar > Empuriabrava)
2ª tappa Vuelta a Aragón (Benasque > Barbastro)
Rund um den Henninger-Turm
6ª tappa Bayern Rundfahrt (Marktredwitz > Neumark)
1ª tappa Tour de Luxembourg (Echternach > Dippach)
1ª tappa Deutschland Tour (Wiesbaden > Tauberbischofsheim)
2ª tappa Deutschland Tour (Tauberbischofsheim > Pforzheim)
5ª tappa Deutschland Tour (Bad Dürrheim > Friedrichshafen)
7ª tappa Deutschland Tour (Biberach an der Riß > Stoccarda)
2ª tappa Tour de Suisse (Sciaffusa > Domat/Ems)
8ª tappa Tour de Suisse (Vevey > Lyss)
6ª tappa Tour de France (Metz > Reims)
1ª tappa Giro dei Paesi Bassi (Utrecht > Leeuwarden)
Rund um die Nürnberger Altstadt
- 2003 (Team Telekom, dieci vittorie)

3ª tappa Vuelta a Murcia (Caravaca de la Cruz > Caravaca de la Cruz)
1ª tappa Setmana Catalana (Lloret de Mar > Lloret de Mar)
5ª tappa Setmana Catalana (Bagà > Vic)
5ª tappa Bayern Rundfahrt (Plattling > Grafenau)
1ª tappa Deutschland Tour (Dresda > Altenburg)
Campionati tedeschi, prova in linea
3ª tappa Giro dei Paesi Bassi (Coevorden > Denekamp)
10ª tappa Vuelta a España (Andorra la Vella > Sabadell)
11ª tappa Vuelta a España (Utiel > Cuenca)
Parigi-Tours
- 2004 (T-Mobile Team, sei vittorie)

5ª tappa Vuelta a Andalucía (La Zubia > Almería)
Rund um Köln
7ª tappa Corsa della Pace (Szklarska Poręba > Teplice)
9ª tappa Corsa della Pace (Karlovy Vary > Praga)
2ª tappa Bayern Rundfahrt (Roth > Aichach)
5ª tappa Bayern Rundfahrt (Bad Aibling > Pfarrkirchen)
- 2005 (T-Mobile Team, due vittorie)

Rund um den Henninger-Turm
Parigi-Tours
- 2006 (Team Milram, tre vittorie)

1ª tappa Bayern Rundfahrt (Gunzenhausen > Starnberg)
4ª tappa Vuelta a España (Almendralejo > Cáceres)
21ª tappa Vuelta a España (Madrid > Madrid)
- 2007 (Team Milram, cinque vittorie)

2ª tappa Bayern Rundfahrt (Gundelfingen > Eichstätt)
3ª tappa Bayern Rundfahrt (Eichstätt > Kitzingen)
2ª tappa Tour de Suisse (Lucerna > Lucerna)
3ª tappa Deutschland Tour (Pforzheim > Offenburg)
7ª tappa Vuelta a España (Calahorra > Saragozza)
- 2008 (Team Milram, una vittoria)

2ª tappa Volta a la Comunitat Valenciana (Alzira > Xàtiva)

#### Altri successi
- 1992 (Union Fröndenberg, sette vittoria)

Classifica a punti Corsa della Pace
- 1993 (Telekom-Merckx)

Classifica regolarità Vuelta a Burgos
Böblingen (Criterium)
Heilbronn (Criterium)
Regensburg (Criterium)
1ª prova Coca-Cola Trophy (Criterium)
4ª prova Coca-Cola Trophy (Criterium)
Classifica generale Coca-Cola Trophy (Criterium)
- 1995 (Team Deutsche Telekom-Merckx-Audi)

Spektakel van Steenwijk (Criterium)
- 1996 (Team Deutsche Telekom)

Classifica a punti Tour de France
Classifica a punti Giro dei Paesi Bassi
Continentale Classic (Criterium)
- 1997 (Team Deutsche Telekom)

City Night Berline (Criterium)
City Nacht Rhede (Criterium)
Grazer Altstadt-kriterium (Criterium)
Herford (Criterium)
Nacht von Hannover (Criterium)
Classifica a punti Tour de France
Ronde d'Aix-en-Provence (Criterium)
Weissenburg
Rund durch Unna - Osterrennen
Classifica a punti Ronde van Nederland
Draai Van de Kaai - Roosendaal (Criterium)
Profronde van Maastricht (Criterium)
Continentale Classic (Criterium)
- 1998 (Team Deutsche Telekom)

City Nacht Rhede (Criterium)
Classifica generale Coca-Cola Trophy (Criterium)
G.P. von Buchholz (Criterium)
Grazer Altstadt-kriterium (Criterium)
Classifica a punti Tour de France
Schorndorf (Criterium)
- 1999 (Team Deutsche Telekom)

Ahlener City-Night (Criterium)
City Nacht Rhede (Criterium)
Classifica generale Coca-Cola Trophy (Criterium)
Classifica a punti Deutschland Tour
Classifica a punti Tour de France
Continentale Classic (Criterium)
- 2000 (Team Deutsche Telekom)

Sparkassen Cup-Schwenningen (Criterium)
Unnaer Sparkassen Cup (Criterium)
Classifica a punti Deutschland Tour
Classifica a punti Tour de France
Classifica generale Coppa del mondo
- 2001 (Team Deutsche Telekom)

Einhausen - Entega GP (Criterium)
Krefeld - Rund um die Sparkasse (Criterium)
Stoccarda-Hohenheim (Criterium)
Wielerronde van Boxmeer - Daags na de Tour (Criterium)
Classifica a punti Tour de Suisse
Classifica a punti Tour de France
Unnaer Sparkassen Cup (Criterium)
5ª prova Coca-Cola Trophy (Criterium)
Classifica generale Coca-Cola Trophy (Criterium)
Classifica a punti Deutschland Tour
Classifica UCI Road World Rankings
- 2002 (Team Telekom)

Classifica a punti Deutschland Tour
Classifica a punti Tour de Suisse
Classifica a punti Giro dei Paesi Bassi
Classifica a punti Tirreno-Adriatico
Nacht von Hannover (Criterium)
Duisburg (Criterium)
Rund um die Märchenmühle - Kassel
Dortmund - Versatel Classic (Criterium)
Unnaer Sparkassen Cup (Criterium)
Mönchengladbach (Criterium)
Classifica a punti Vuelta a España
Classifica UCI Road World Rankings
- 2003 (Team Telekom)

Neuss (Criterium)
Wielerronde van Boxmeer - Daags na de Tour (Criterium)
Krefeld-Rund um die Sparkasse (Criterium)
Classifica a punti Deutschland Tour
Classifica a punti Giro dei Paesi Bassi
Classifica a punti Vuelta a España
Dortmund - Versatel Classic (Criterium)
- 2004 (T-Mobile Team)

Schwenningen - Sparkassen Cup (Criterium)
Hammer City-Night (Criterium)
Classifica a punti Vuelta a España
Duisburg (Criterium)
- 2005 (T-Mobile Team)

Dahme Trophy (Criterium)
Radevormwald (Criterium)
Rund in Ratingen (Criterium)
Unnaer Sparkassen Cup (Criterium)
- 2006 (Team Milram)

Mönchengladbach (Criterium)
Classifica a punti Deutschland Tour
Nacht von Hannover (Criterium)
Unnaer Sparkassen Cup (Criterium)
Betzdorf City Night (Criterium)
- 2007 (Team Milram)

Bochum (Derny)
Classifica a punti Deutschland Tour
- 2008 (Team Milram)

Nacht von Hannover (Criterium)
Bochum (Derny)
Profronde van Surhuisterveen (Criterium)

### Pista
- 1989 (TSC Berlin)

Campionati tedeschi orientali, inseguimento a squadre
- 1995 (Team Deutsche Telekom-Merckx-Audi)

Sei giorni di Monaco di Baviera (con Étienne De Wilde)
- 1996 (Team Deutsche Telekom)

Sei giorni di Dortmund (con Rolf Aldag)
- 2000 (Team Deutsche Telekom)

Sei giorni di Dortmund (con Rolf Aldag)
- 2001 (Team Deutsche Telekom)

Sei giorni di Monaco di Baviera (con Silvio Martinello)
Sei giorni di Dortmund (con Rolf Aldag)
- 2005 (T-Mobile Team)

Sei giorni di Monaco di Baviera (con Robert Bartko)
Sei giorni di Dortmund (con Rolf Aldag)
- 2006 (Team Milram)

Sei giorni di Monaco di Baviera (con Bruno Risi)
Sei giorni di Dortmund (con Bruno Risi)
Sei giorni di Kaarst-Büttgen
- 2007 (Team Milram)

Sei giorni di Brema (con Bruno Risi)
- 2008 (Team Milram)

Sei giorni di Dortmund (con Leif Lampater)
- 2009

Sei giorni di Berlino (con Robert Bartko)
Sei giorni di Brema (con Leif Lampater)

## Piazzamenti

### Grandi Giri
- Giro d'Italia

2005: 63º
2008: 80º
- Tour de France

1994: ritirato (14ª tappa)
1995: 90º
1996: 82º
1997: 66º
1998: 62º
1999: 89º
2000: 61º
2001: 96º
2002: 82º
2003: 107º
2004: 59º
2006: 85º
2007: 79º
2008: 42º
- Vuelta a España

1995: ritirato
2001: 86º
2002: 69º
2003: 72º
2004: 43º
2005: 63º
2006: 62º
2007: 73º
2008: 49º

### Classiche monumento
- Milano-Sanremo

1993: 94º
1994: 16º
1995: 69º
1996: 39º
1997: vincitore
1998: vincitore
1999: 2º
2000: vincitore
2001: vincitore
2002: 70º
2003: 6º
2004: 2º
2005: 14º
2006: 21º
2007: 6º
2008: 17º
- Giro delle Fiandre

1993: 59º
1994: 22º
1995: 69º
1996: 20º
1997: 36º
1998: 43º
1999: 22º
2000: 4º
2001: 53º
2002: 10º
2003: 43º
2005: 4º
2006: 11º
2007: ritirato
2008: 68º
- Parigi-Roubaix

1995: 44º
1996: 36º
1997: 41º
1998: ritirato
1999: 29º
2000: 3º
2001: ritirato
2002: 26º
2003: 15º
2005: 76º
2006: 12º
- Liegi-Bastogne-Liegi

2000: 39º
2004: 81º
- Giro di Lombardia

1993: 60º
2000: ritirato

### Competizioni mondiali
- Campionati del mondo su strada

Oslo 1993 - In linea Professionisti: ritirato
Agrigento 1994 - In linea Elite: ritirato
Lisbona 2001 - In linea Elite: 5º
Zolder 2002 - In linea Elite: 3º
Hamilton 2003 - In linea Elite: 11º
Verona 2004 - In linea Elite: 2º
Madrid 2005 - In linea Elite: 29º
Salisburgo 2006 - In linea Elite: 2º
Stoccarda 2007 - In linea Elite: 17º
Varese 2008 - In linea Elite: 29º
- Giochi olimpici

Barcellona 1992 - In linea: 4º
Atlanta 1996 - In linea: 20º
Sydney 2000 - In linea: 14º
Atene 2004 - In linea: 4º
Pechino 2008 - In linea: 36º
- Coppa del mondo

Coppa del mondo 2000: vincitore
Coppa del mondo 2001: 2º
Coppa del mondo 2002: 14º
Coppa del mondo 2003: 5º

## Riconoscimenti
- Premio Bambi nel 1997
- Mendrisio d'oro del Velo Club Mendrisio nel 2001
- Sportivo tedesco dell'anno nel 2001
- Nastro giallo nel 2003
- Inserito nella Top ten sprinters of all time della rivista Cyclingnews nel 2011[11]
- Inserito nella Top 25 della Cycling Hall of Fame